# Seydihan Başlantı
Seydihan Başlantı (* 29. November 1983 in Würselen) ist ein deutsch-türkischer ehemaliger Fußballspieler.

## Karriere
Başlantı spielte in den Niederlanden bei Roda Kerkrade, wo er in der Eredivisie zu einem Einsatz kam. Anschließend wurde er an Çaykur Rizespor verkauft und bestritt sieben Spiele in der Süper Lig, konnte sich aber nicht durchsetzen. Daraufhin spielte er für weitere Vereine in der Türkei, seit 2014 ist er bei Tavşanlı Linyitspor unter Vertrag, für die er sein Ligadebüt am 7. September 2014 gegen Yeni Malatyaspor gab, als er in der 84. Minute für Berat Genç eingewechselt wurde. Das Spiel verlor Tavşanlı mit 1:2. 2015 wechselte er zu Fethiyespor.